# Halstenbach (Gummersbach)
Halstenbach ist ein ehemals eigenständiger Ortsteil von Gummersbach im Oberbergischen Kreis im südlichen Nordrhein-Westfalen, Deutschland.

## Geographie
Halstenbach liegt im Süden von Gummersbach im Tal des in die Agger mündenden Halstenbaches. Nachbarorte sind Dieringhausen, Kurtensiefen und Breidenbruch.

## Geschichte
1575 wird der Ort erstmals urkundlich mit der Ortsbezeichnung „Halstenbich“ in einer Karte von A. Mercator verzeichnet. In der Karte Topographische Aufnahme der Rheinlande von 1818 wird der Ort mit Halsebach benannt und ein Mühlensymbol vermerkt. Die Ortsbezeichnung Halstenbach wird jedoch sowohl in allen historischen ab 1845, wie auch in den aktuellen topografischen Karten durchgängig geführt.
Die Halstenbacher Mühle war eine Getreidemühle. 1576 wird sie im Homburger Mühlenverzeichnis erwähnt und war die Zwangmühle für den westlich gelegenen Ort Hunstig.
Etwa 400 Meter östlich von Halstenbach ist auf der Topographische Aufnahme der Rheinlande von 1818 flussaufwärts des Halstenbaches eine weitere mit „Lohmühle“ bezeichnete Mühle vermerkt.

## Busverbindungen
Halstenbach ist über die Haltestelle „Halstenbach“ der Linien 306 und 348 an den öffentlichen Personennahverkehr angeschlossen.